# فيتيي
فيتيي (Φυτείαι) هي مدينة في أيتوليا كي أكارنانيا في مقاطعة كينتريكي إلادا في اليونان.